# Jane Stuart-Wortley
Hon. Jane Stuart-Wortley, geborene Jane Thompson, auch Jane Lawley (* 5. Dezember 1820 in York; † 4. Februar 1900 in Ripley) war eine britische Philanthropin des viktorianischen Zeitalters.

## Herkunft und Heirat
Jane Stuart-Wortley wurde als Jane Thompson als einzige Tochter von Paul Beilby Thompson und dessen Frau Caroline Neville geboren. Ihr Vater wurde 1839 zum Baron Wenlock erhoben, worauf sie den Nachnamen Lawley annahm. Sie wuchs im Familiensitz Escrick bei York auf, wo sie ihre Liebe zu Pferden entwickelte.

## Angehörige der Londoner Politprominenz
Am 6. Mai 1846 heiratete sie den fünfzehn Jahre älteren Anwalt und Politiker Hon. James Stuart-Wortley. 1852 erbte sie nach dem Tod ihres Vaters ein beträchtliches Vermögen, und da ihr Ehemann als Kronanwalt und Mitglied des Privy Council Karriere gemacht hatte, gehörten sie und ihr Mann zusammen mit den Gladstones und Sidney Herbert zur Politprominenz von London.
Nach einem schweren Reitunfall musste ihr Mann jedoch 1858 alle Ämter niederlegen. Durch Fehlinvestitionen verarmt, musste die Familie nach Mortlake ziehen, wo Jane ihren invaliden und zunehmend depressiven Ehemann pflegte. Nachdem sich der Zustand ihres Mannes verschlechterte, zogen sie 1869 nach London zurück.

## Wirken als mildtätige Dame der Oberschicht
Als ihre Töchter erwachsen wurden, unterstützten sie sie bei der Pflege ihres Mannes, so dass Jane zunehmend als caritative Helferin im Londoner East End arbeiten konnte. Sie unterstützte die East London Nursing Association, deren Krankenschwestern die Gesundheit und Hygiene im East End verbessern wollten. Sie versuchte, Hilfe zur Selbsthilfe anzubieten, beispielsweise durch Arbeitervereine und Gartenplanung. Sie war der Überzeugung, dass Frauen ihres Standes mildtätig sein sollten, da sie die Unterschicht durch ihr Vorbild religiös, sozial und physisch beeinflussen könnten. Sie engagierte sich in der Female Emigration Society von Louisa Hubbard und später in der British Women’s Emigration Society mit dem Ziel, die britischen Kolonien durch die Einwanderung der „überschüssigen“ Bevölkerung aus Großbritannien zu zivilisieren und gleichzeitig der Unterschicht den Start in ein neues Leben zu ermöglichen. Ihre Erfahrungen und Ideen veröffentlichte sie in mehreren Zeitschriften und Büchern.
Nach dem Tod ihres Mannes 1881 setzte sie ihre Arbeit in London fort. 1895 erkrankte sie schwer an Influenza, weshalb sie nach Ripley in Surrey in die Nähe ihrer Tochter Mary Caroline zog. In Ripley engagierte sie sich trotz zunehmender Erblindung in einer Schule und begann, einen Krankenpflegedienst aufzubauen. Im Dezember 1899 erkrankte sie erneut an Influenza, an der sie schließlich starb.

## Nachkommen
Aus ihrer Ehe hatte sie folgende Kinder:
1. Mary Caroline Stuart-Wortley (1848–1941) ⚭ Ralph King-Milbanke, 2. Earl of Lovelace
2. Margaret Jane Stuart-Wortley (1854–1937) ⚭ Reginald Talbot
3. Archibald John Stuart-Wortley (1849–1905)
4. Charles Stuart-Wortley, 1. Baron Stuart of Wortley (1851–1926)
5. Caroline Susan Theodora Stuart-Wortley (1856–1940) ⚭ Norman de L'Aigle Grosvenor
6. Blanche Georgina Stuart-Wortley (1856–1931) ⚭ Frederick Firebrace
7. Katherine Sarah Stuart-Wortley (1860–1943) ⚭ Neville Lyttelton

## Schriften und Werke
- The East End as represented by Mr. Besant, with a 2 page table of wages paid to female operatives. London 1887.
- Emigration. In: Woman's Mission. A series of congress papers on the philanthropic work of women, 1893
- On nursing. In: Woman's Mission. A series of congress papers on the philanthropic work of women, 1893